# 심무도
심무도는 시흥시의 송판공 노사가 만든 무술이다. 1999년에 공식적으로 설립된 심무도라는 단어는 "군심의 길"을 의미한다.